# Wesołówka (Litwa)
Wesołówka (lit. Visalaukė I; pol. hist. Wesołówka I) – wieś na Litwie, w okręgu wileńskim, w rejonie wileńskim, w gminie Podbrzezie, przy drodze magistralnej A14.

## Historia
Pod zaborami wieś i osada karczemna; w II Rzeczypospolitej 4 wsie. W XIX i w początkach XX w. położona była w Rosji, w guberni wileńskiej, w powiecie wileńskim, w gminie Podbrzezie. Po I wojnie światowej pod administracją polską, w Zarządzie Cywilnym Ziem Wschodnich. W latach 1920–1922 w składzie Litwy Środkowej.
Od 11 kwietnia 1922 leżała w Polsce, w województwie wileńskim, w powiecie wileńsko-trockim, w gminie Podbrzezie. W 1931 miejscowość liczyła:
- Wesołówka I – 71 mieszkańców, zamieszkałych w 17 budynkach,
- Wesołówka II – 115 mieszkańców, zamieszkałych w 24 budynkach,
- Wesołówka III – 62 mieszkańców, zamieszkałych w 13 budynkach,
- Wesołówka IV – 29 mieszkańców, zamieszkałych w 7 budynkach[2].

Na początku lat 20. XX w. w Wesołówce I mieściła się placówka 4 Batalionu Celnego, a następnie 4 Batalionu Straży Granicznej, chroniących pobliską granicę z Litwą.
Po II wojnie światowej w granicach Związku Sowieckiego. Od 1991 na niepodległej Litwie.